# Pictures of Lily
Singles de The Who
Happy Jack
(1966) The Last Time et I Can See for Miles
(1967)
Pictures of Lily est une chanson de The Who, écrite par Pete Townshend sortie le 22 avril 1967. Elle sera rapidement placée quatrième dans les charts britanniques, non pas grâce à ses paroles, traitant de masturbation, mais à la virtuosité de l'instrumentation.

## Genèse de la chanson
Pete Townshend raconta que l'idée de la chanson lui vint en voyant une photo de Lilian Baylis, épinglée sur le mur de la chambre de sa petite amie. C'était une vieille carte postale des années 1920 et quelqu'un avait écrit dessus: "Voilà une autre photo de Lily, j'espère que tu n'as pas celle-là". Pete eut alors l'idée d'écrire une chanson sur la masturbation et sur l'importance de celle-ci pour un jeune homme. 
Bien que Townshend assure s'être inspiré de Lilian Baylis, beaucoup s'accordent à penser que la "Lily" en question serait plutôt Lillie Langtry effectivement décédée en 1929, comme cela est dit dans la chanson. Lilian Baylis serait morte en 1937.

## Histoire
Un petit garçon (en l'occurrence : Pete Townshend) souffre d'insomnie. Il finit par en parler à son père, qui lui offre des photographies de « Lily », qu'il accrochera au-dessus de son lit. Le terme « masturbation » n'est pas prononcé mais il est implicite, le refrain disant approximativement : « Les photos de Lily rendent ma vie si belle, et résolvent mes problèmes d'enfant ». Le jeune homme, traumatisé par les photographies, ne tient plus : il va demander à son père où il est possible de rencontrer la belle. Soudain, comme un tremblement de terre dans l'âme de l'enfant (rendu par les chœurs et l'amplification du son) : son père lui annonce qu'elle est morte depuis 1929. Le pauvre petit garçon pleura durant toute la nuit, mais, dans ses rêves, il vivra toujours avec Lily.

## Anecdotes
- La fameuse Lily peut être Lillie Langtry, une célèbre actrice, décédée en 1929, néanmoins Townshend a toujours affirmé qu'il s'agissait plutôt de Lilian Baylis, une directrice de théâtre.
- Cette chanson a été reprise par David Bowie sur l'album "Substitute: The Songs Of The Who", un album sorti en 2001.